# Orgue des mers
L'Orgue des mers est une œuvre d'art construite en 2005 et située dans la ville de Zadar en Croatie. Elle lie architecture et musique. Conçue par Nikola Bašić, elle est composée de tubes de polyuréthane situés sous le sol et qui produisent du son lorsque l'eau charriée par les vagues expulse l'air des tubes. Chaque tube produit une note spécifique.

## Conception
Nikola Bašić, l'ingénieur qui en a eu l'idée aux côtés d'Ivan Stamać (hr) (ingénieur du son) et de Vladimir Andročec (ingénieur hydraulique), est également le créateur de la Salutation au Soleil située à proximité. L'atelier d'orgues Heferer a conçu et réglé les tuyaux.
La sortie des tuyaux prend la forme de trous sortant de la promenade du front de mer, que l'artiste appelle des « maisons banches ». C'est l'endroit duquel sort le son. L'orgue s'étend sur 75 mètres, avec 35 tuyaux.

## Orgue

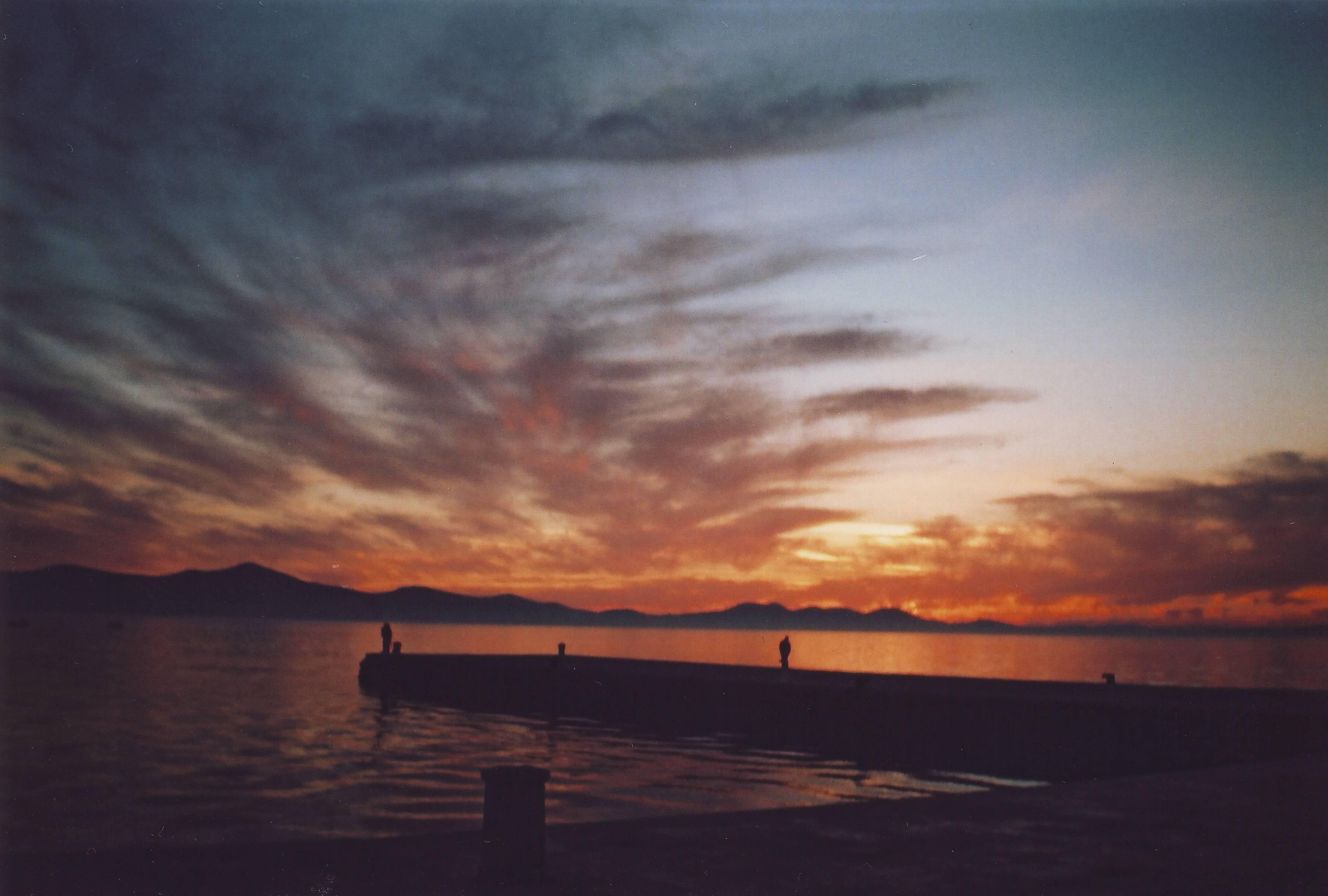
Coucher du soleil à Zadar, Croatie.

### Aspect technique
L'atelier Heferer a conçu les tubes, accordés selon les volontés de l'artiste. Craignant la corrosion pouvant endommager le tuyau, ils ont d'abord pensé à utiliser du PVC, mais puisqu'il s'agit d'un matériau thermiquement labile, cette solution n'a pas été retenue (si sa forme change, le son change). Goran Ježina, un expert en tuyaux, a suggéré malgré tout des tuyaux en PVC, surmontés d'un tuyau en acier inoxydable (pour la partie qui n'est pas en contact avec la mer), qui peut être contrôlé et réparé au besoin.

### Aspect musical
L'acousticien et musicien Ivan Stamać a composé sept groupes sonores de 2 accords majeurs (sol et do sixième) qui alternent, et peuvent donner différents sons selon la puissance des marées. Le choix des sonorités et des accords s'est fait sur la forme musicale d'un chant klapa.

## Inauguration
L'Orgue des mers a été inaugurée le 15 avril 2005.

## Récompenses
En mai 2006, Nikola Bašić a remporté le Prix européen de l'espace public urbain pour son projet d'orgue marine.